# BitTyrant
BitTyrant — менеджер закачек и клиент для p2p сетей BitTorrent, изменённая версия клиента Azureus 2.5, основанном на языке программирования Java. 
Программа была разработана специально для пользователей с максимальной скоростью отдачи и для уменьшения клиентов с небольшой скоростью отдачи. Это бесплатная и кроссплатформенная программа, доступная для Windows, OS X, и Linux.
BitTyrant является совместной разработкой Вашингтонского и Массачусетского университетов, создателями которой являются профессора Том Андерсон (Tom Anderson), Арвинд Кришнамёрти (Arvind Krishnamurthy), Эрон Венкатамари (Arun Venkataramani) и студенты Майкл Пайтек (Michael Piatek), Джеррет Фолкнер (Jarret Falkner) и Томас Исдал (Tomas Isdal). Этот проект получил награду "Best Student Paper" на конференции Networked Systems Design and Implementation 2007 года.
Главной задачей программы было увеличение скорости закачки на 70% по сравнению с другими клиентами BitTorrent. У личеров, находящихся в рое, с другим клиентом скорость загрузки уменьшалась. Несмотря на это, если у всех клиентом является BitTyrant, то данные пиров используются эффективнее, позволяя увеличить скорость загрузки. Однако есть один нюанс. Если высокоскоростные пиры находятся во множестве роёв, пиры с меньшей скоростью могут потерять часть своей производительности.

## Плагины
BitTyrant совместим с плагинами Azureus.

## Версии
- Первая дата релиза: 2 января 2007 года
- Версия 1.1 — 8 января 2008 года
- Версия 1.1.1 — 7 сентября 2008 года